# راه کابوی (فیلم)
راه کابوی یا راه گاوچران (به انگلیسی: The Cowboy Way) فیلمی محصول سال ۱۹۹۴ و به کارگردانی گرگ چمپیون است. در این فیلم بازیگرانی همچون وودی هرلسون، کیفر ساترلند، دیلان مک‌درموت، ارنی هادسون، کارا بونو، مارگ هلگنبرگر، توماس میلیان، لوئیس گازمن، الیسون جنی و متیو کوولز ایفای نقش کرده‌اند.